# Liste der Baudenkmäler in Hafling
Die Liste der Baudenkmäler in Hafling (italienisch Avelengo) enthält die fünf als Baudenkmäler ausgewiesenen Objekte auf dem Gebiet der Gemeinde Hafling in Südtirol.
Basis ist das im Internet einsehbare offizielle Verzeichnis der Baudenkmäler in Südtirol. Dabei kann es sich beispielsweise um Sakralbauten, Wohnhäuser, Bauernhöfe und Adelsansitze handeln. Die Reihenfolge in dieser Liste orientiert sich an der Bezeichnung, alternativ ist sie auch nach der Adresse oder dem Datum der Unterschutzstellung sortierbar.

## Liste
| Foto |                 | Bezeichnung                                                                     | Standort                     | Eintragung                   | Beschreibung                  | Metadaten                                       |
| ---- | --------------- | ------------------------------------------------------------------------------- | ---------------------------- | ---------------------------- | ----------------------------- | ----------------------------------------------- |
| ja   | Datei hochladen | Bildstock beim Nußbaumer ID: 15062                                              | 46° 38′ 56″ N, 11° 13′ 19″ O | 8. Mai 1950 (MD)             | Bildstock                     | KG: Hafling Bauparzelle: 638 Grundparzelle: 561 |
| ja   | Datei hochladen | St. Katharina in der Scharte ID: 15060                                          | 46° 38′ 53″ N, 11° 12′ 31″ O | 29. Aug. 1983 (BLR-LAB 5000) | Kirche                        | KG: Hafling Bauparzelle: 37                     |
| ja   | Datei hochladen | Leckplatt ID: 18169                                                             | 46° 39′ 17″ N, 11° 13′ 11″ O | 29. Dez. 1995 (BLR-LAB 7072) | Ländliches Wohnhaus/Bauernhof | KG: Hafling Bauparzelle: 50                     |
| ja   | Datei hochladen | Pfarrkirche St. Johannes der Täufer mit Friedhofskapelle und Friedhof ID: 15059 | 46° 38′ 38″ N, 11° 13′ 26″ O | 29. Aug. 1983 (BLR-LAB 5000) | Kirche                        | KG: Hafling Bauparzelle: 29 Grundparzelle: 284  |
| ja   | Datei hochladen | St. Oswald am Ifinger ID: 15061                                                 | 46° 41′ 31″ N, 11° 16′ 20″ O | 29. Aug. 1983 (BLR-LAB 5000) | Kirche                        | KG: Hafling Bauparzelle: 133                    |

Falls bei einem Baudenkmal keine Koordinaten bekannt sind, werden ersatzweise die Katasterdaten zum Zeitpunkt der Unterschutzstellung angegeben. Diese sind weder offiziell noch zwingend aktuell.
Die vom Landesdenkmalamt übernommenen Adressen können veraltet sein.
| Foto:   | Fotografie des Denkmals. Klicken des Fotos erzeugt eine vergrößerte Ansicht. Daneben finden sich zwei Symbole: |
| ID      | Identifikator beim Südtiroler Landesdenkmalamt                                                                 |
| KG      | Katastralgemeinde                                                                                              |
| MD      | Ministerialdekret                                                                                              |
| BLR-LAB | Beschluss der Landesregierung – Landesausschussbeschluss                                                       |